# Camenta macrophylla
Camenta macrophylla är en skalbaggsart som beskrevs av Moser 1914. Camenta macrophylla ingår i släktet Camenta och familjen Melolonthidae. Inga underarter finns listade.